# Kate (Texteditor)
Kate (Akronym für KDE Advanced Text Editor) ist ein freier Texteditor von KDE.

## Aufbau
Die Editorkomponente von Kate, genannt KatePart, ist als ein KPart angelegt, womit es möglich ist, den Editor in eine beliebige andere KDE-Anwendung einzubetten. Kate selbst ist somit eine Anwendung, die die Editorkomponente KatePart um weitere nützliche Funktionen erweitert, wie zum Beispiel das Suchen und Ersetzen in mehreren Dateien oder die Möglichkeit, mehrere Dateien auf einmal zu öffnen. Die integrierte Entwicklungsumgebung KDevelop sowie das Webentwicklungsprogramm Quanta Plus sind zwei bekannte Anwendungen, die ebenfalls KatePart als Editorkomponente verwenden. Auch viele weitere KDE-Anwendungen nutzen KatePart, so zum Beispiel das Archivierungsprogramm Ark zum Anzeigen von Vorschauen für Textdateien. KWrite basiert ebenfalls auf KatePart.

## Funktionen
Kate ist vorwiegend für Programmierer und Systemadministratoren, aber auch für erfahrenere Nutzer geeignet. In das Programm sind Syntaxhervorhebung und Code-Faltung für insgesamt über 200 Programmiersprachen wie zum Beispiel C oder C++ und für Auszeichnungssprachen wie HTML oder XML integriert. Es besteht die Möglichkeit, viele Dateien gleichzeitig zu öffnen sowie Projekte zu erstellen und zu verwalten. Außerdem beinhaltet Kate eine eingebaute Konsole, unterstützt eine Vielzahl von Plug-ins und besitzt einen vi-Eingabemodus. Unterstützte Kodierungen sind unter anderem ASCII, ISO 8859-1, UTF-8 und UTF-16.
Für Kate steht ein Modus zur Verfügung, der das Bearbeiten von Texten in der Wikisyntax ermöglicht. Mit Hilfe einer XML-Datei werden HTML-Tags und -Entitäten, Wiki-Steuerzeichen, Links, Überschriften, Tabellen sowie <nowiki>-Abschnitte unterschieden.